# Яель Брон-Піве
Яель Брон-Піве (фр. Yaël Braun-Pivet; 7 грудня 1970, Нансі) — французький політик, з 2017 року член партії «Вперед, Республіка!». Голова Національних зборів Франції (з 2022).

## Життєпис
Народилася 7 грудня 1970 року в Нансі. Отримала ступінь магістра приватного права в Університеті Париж X Нантер
Після закінчення навчання стала членом Паризької колегії адвокатів, пізніше приєдналася до колегії адвокатів департаменту О-де-Сен. Загалом вона займалася адвокатською діяльністю сім років — спочатку спеціалізувалася на кримінальних справах у престижній юридичній фірмі Herve Temima, згодом у партнерстві заснувала адвокатську контору в Нейї-сюр-Сен. У 2003 році вона з трьома дітьми переїхала на нову роботу чоловіка, співробітника компанії L'Oréal — в Тайбей, а в 2005 році — в Токіо, де обійняла посаду скарбника місцевого відділення Соціалістичної партії Франції. У 2010 році родина переїхала до Португалії, а в 2012 році повернулася до Франції.
18 червня 2017 року як кандидат від партії «Вперед, Республіко!» перемогла з результатом 58,99 % на парламентських виборах у 5 виборчому окрузі департаменту Івелін.
У липні 2019 року проголосувала за ратифікацію Францією Всеохоплюючої економічної та торгової угоди (CETA) Європейського Союзу з Канадою.
У 2021 році запропонувала створити новий спеціальний орган для кращого нагляду за процесом прийняття рішень урядом щодо пандемії COVID-19 у Франції.
З 20 травня 2022 по 25 червня 2022 року була міністром у справах заморських територій в уряді Елізабет Борн.
19 червня 2022 року у другому турі парламентських виборів була переобрана у своєму окрузі на новий термін із результатом 64,62 %.
28 червня 2022 року була обрана головою Національних зборів Франції. У першому турі голосування вона набрала 238 голосів (абсолютна більшість присутніх депутатів — 277 голосів), а депутат від Національної асоціації Себастьян Шенью посів друге місце з результатом 90 голосів. У другому турі фракція Національної асоціації участі не брала, а 242 голоси, набраних Браун-Піве, виявилося достатнім для перемоги.
28 вересня 2022 року Яель Браун-Піве, на чолі делегації нижньої палати французького парламенту відвідала Київ.

## Нагороди
- Орден князя Ярослава Мудрого II ст. (Україна, 27 січня 2023) — за вагомий особистий внесок у зміцнення міждержавного співробітництва, підтримку незалежності та територіальної цілісності України[15]